# Charlotte Moscheles

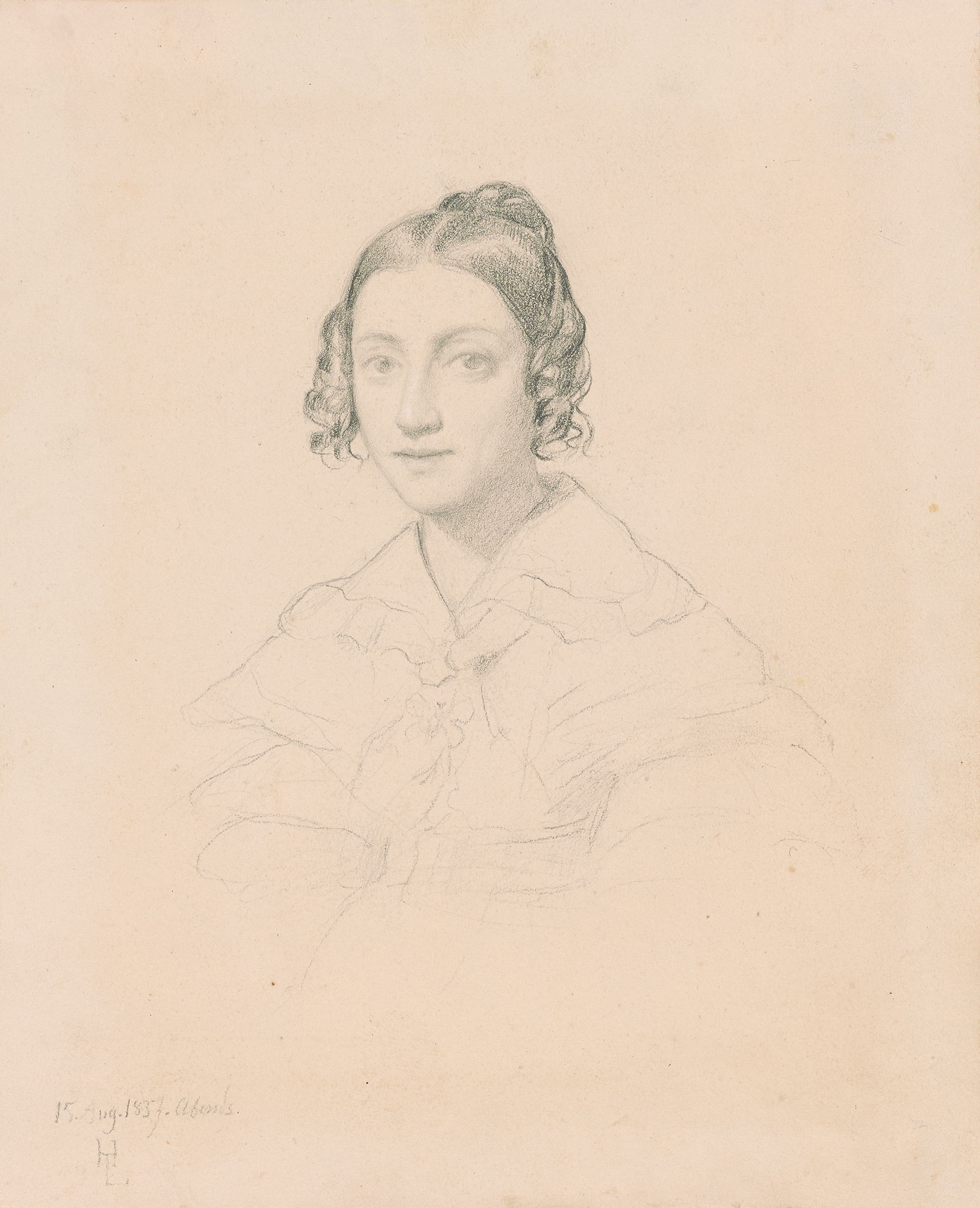
Charlotte Moscheles geb. Embden, Zeichnung von Henri Lehmann, 1837

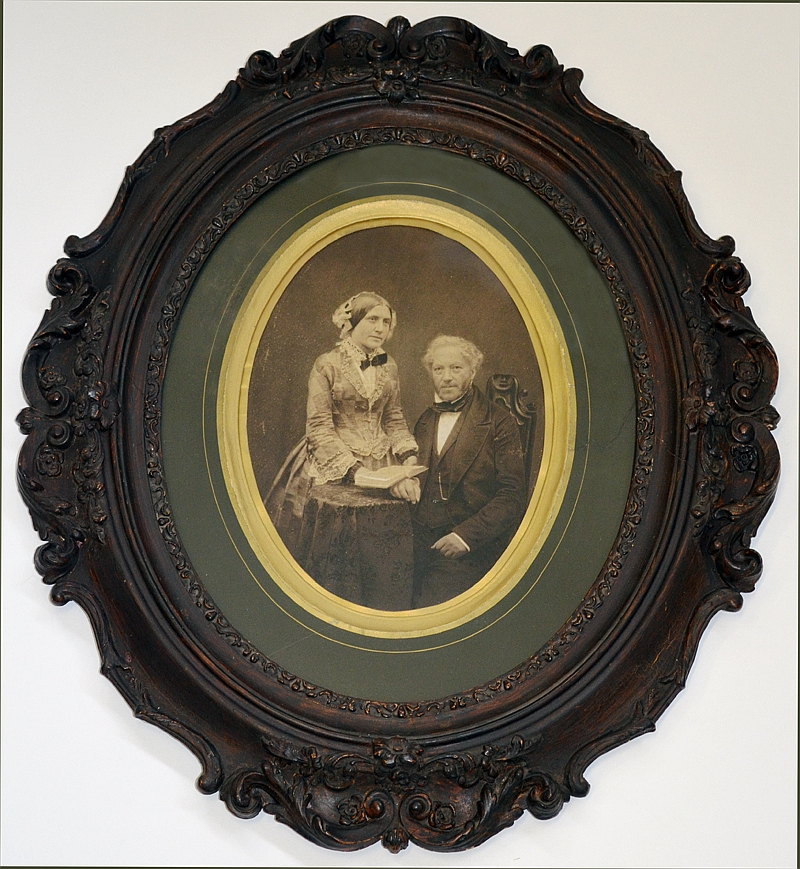
Charlotte und Ignaz Moscheles, Fotografie von Bertha-Wehnert Beckmann, 1854

Charlotte Moscheles, geb. Embden, (* 30. November 1805 in Hamburg; † 13. Dezember 1889 in Detmold) war eine deutsche Schriftstellerin und Herausgeberin.

## Leben
Charlotte Embden war die älteste Tochter des Hamburger Kaufmanns Adolf Embden und der Serena Dellevie. Ihr Onkel Moritz Embden war ab 1823 mit Heinrich Heines Schwester Charlotte verheiratet. Charlotte Embden erhielt eine umfassende Bildung, erlernte das Klavierspiel und war schriftstellerisch begabt. Im Alter von 20 Jahren heiratete sie den Komponisten und Pianisten Ignaz Moscheles, den sie am 16. Januar 1825 erstmals bei seinem Gastkonzert in Hamburg hörte und wenige Tage später kennenlernte.
Charlotte und Ignaz Moscheles lebten bis 1846 in London, danach in Leipzig, wo Ignaz Moscheles, einem Ruf Felix Mendelssohn Bartholdys folgend, Klavierlehrer am Leipziger Konservatorium wurde. In Leipzig war Charlotte Moscheles „Mittelpunkt eines geistig und künstlerisch hochanregenden Kreises“.
Das Paar hatte vier gemeinsame Kinder: Emily, Felix, Serena und Clara.
Nach dem Tod von Ignaz Moscheles war Charlotte Moscheles als Witwe in Detmold ansässig. 1870 überreichte sie dem Leipziger Konservatorium eine Schenkung von 1000 Thalern in Andenken ihres Mannes: Die Zinsen des Kapitals sollten ab 1871 denjenigen Schülern ausgezahlt werden, die ein Klavierkonzert oder ein anderes größeres Werk von Moscheles, nach dem Urteil des Lehrerkollegiums, am besten zur Aufführung brachten. In den Jahren 1872/73 gab sie die Tagebuchnotizen sowie Briefe ihres Mannes in zwei Bänden heraus.
Charlotte Moscheles war die Mutter des Malers Felix Moscheles und Schwiegermutter der Malerin Margaret Moscheles sowie des Orientalisten Georg Rosen (1820–1891) durch ihre Tochter Serena Anna Moscheles (1830–1902), ebenfalls Malerin. Zu ihren Enkelkindern gehören Friedrich Rosen, deutscher Außenminister im Jahr 1921, und die Malerin Jelka Rosen, Ehefrau des englischen Komponisten Frederick Delius. Ihr Urenkel, der deutsche Diplomat Georg Rosen (1895–1961), rettete im japanischen Massaker von Nanking 1937 gemeinsam mit dem deutschen Kaufmann John Rabe Tausenden Chinesen das Leben.
Charlotte Moscheles wurde im Grab ihres Mannes auf dem Neuen Johannisfriedhof beerdigt.

## Veröffentlichungen
- Aus Moscheles’ Leben. Nach Briefen und Tagebüchern hrsg. von seiner Frau. 2 Bände. Duncker & Humblot, Leipzig 1872/73, urn:nbn:de:hbz:061:1-92529 (Digitalisat, Heinrich-Heine-Universität Düsseldorf)
- Das Brautgeschenk. 3., verm. Auflage. Verlag von Karl Geibel, Leipzig 1874, OCLC 553865480 (XI, 180 S.; Titel der Erstveröffentlichung: Brautgeschenk von Emilie).[5]